# Twin Shadow
Twin Shadow, nome artístico de George Lewis Jr, é um cantor, compositor e ator americano nascido na República Dominicana, em 1983. Lewis Jr cresceu na Flórida. O primeiro contato de Lewis com a música aconteceu na infância, quando cantava no coral de uma igreja. Em 2006, ele se muda para o Brooklyn, em Nova Iorque, e inicia o seu projeto Twin Shadow.

## Discografia

### Álbuns de estúdio
- 2010: Forget
- 2012: Confess
- 2015: Eclipse
- 2018: Caer
- 2021: Twin Shadow

### SingleseEPs
- "Changes"[4]
- "The One" (Live on KCRW)[5]
- "Old Love/New Love"[6]
- "To the Top"
- "Turn Me Up"

### Remixes
- Surfer Blood - "Floating Vibes (Twin Shadow Remix)"
- N.E.R.D. feat Daft Punk - "Hypnotize U Remix (Twin Shadow Remix)"
- Gypsy & The Cat - "Jona Vark Remix (Twin Shadow Remix)"
- Bear In Heaven - "Lovesick Teenagers (Twin Shadow Remix)"
- Oh Land - "White Nights (Twin Shadow Remix)"
- Lady Gaga - "Born This Way (Twin Shadow Remix)"
- MS MR - "Hurricane (Twin Shadow Remix)"
- Neon Indian - "Hex Girlfriend (Twin Shadow Remix)"
- Wim - See You Hurry (Twin Shadow Remix)"
- Hooray For Earth - "Surrounded By Your Friends (Twin Shadow Remix)"
- Sky Ferreira – "Everything Is Embarrassing (Twin Shadow Remix)"
- Skaters - "Deadbolt (Twin Shadow Remix)"

### Covers
Em 2013, Twin Shadow lançou a série UNDER THE CVRs, em que ele interpretou versões de músicas de vários artistas.
- "Not in Love" (cover de 10cc) - agosto de 2013[7]
- "I'm on Fire" (cover de Bruce Springsteen) setembro de 2013[8]
- "Silent All These Years" (cover de Tori Amos) setembro de 2013[9]
- "Perfect Day" (cover de Lou Reed) outubro de 2013[10]
- "With or Without You" (cover de U2)

## Filmografia
- Late Night with Jimmy Fallon

Episódio #1.435 (2011)
No papel dele mesmo – convidado musical (interpretou "Castles in the Snow")